# Martin Wettstein
Martin Wettstein (* 7. März 1970) ist ein Schweizer Komponist, Pianist und Musikpädagoge.

## Leben
Martin Wettstein ist Sohn des Komponisten und Dirigenten Peter Wettstein und der Malerin und Bildhauerin Elisabeth Wettstein-Wille. Er studierte nach dem Besuch des altsprachlichen Gymnasiums in Zürich Musiktheorie und Komposition an der Musikhochschule Winterthur bei Hans Ulrich Lehmann, Matthias Steinauer, Edison Denissow sowie Klavier bei Christoph Lieske und Daniel Fueter. Er besuchte dann Meisterklassen von Homero Francesch an der Zürcher Hochschule der Künste (ZHdK) und Naum Starkman in Moskau. Er unterrichtet Klavier, Musiktheorie, Komposition und Musikgeschichte an der ZHdK und an der Musikschule Konservatorium Zürich, wirkt als Juror an Musikwettbewerben mit und wirkt als Konzertdramaturg am Theater Liechtenstein.
Als Solist trat Wettstein u. a. mit dem Tonhalle-Orchester Zürich, dem Zürcher Kammerorchester und dem Winterthurer Stadtorchester und unter der Leitung von Dirigenten wie Michael Sanderling, Howard Griffiths, Kevin Griffiths und Massimiliano Matesic auf, als Kammermusiker mit dem Carmina Quartett, dem Tenor Christoph Homberger, dem Flötisten Mathias Ziegler, der Flötistin Qiling Chen, dem Geiger Stefan Tönz und anderen.
Überwiegend schreibt Wettstein Auftragskompositionen, u. a. für die Cellisten Pi Chin Chien und Sébastien Singer, das Ensemble Ars Amata, das Duo Rahel Cunz und Jaqueline Ott, den von Karl Scheuber geleiteten Chor a cantapella und Anna Jelmorinis Singkreis der Engadiner Kantorei, den Circus Musicus Stuttgart, die Strings Lucerne, das Weinberger Kammerorchester, die Kammerphilharmonie Graubünden, die Camerata Bern und das Trio des Alpes.

## Werke
Orchesterwerke
- Erosion für großes Orchester
- Ikarus für großes Orchester
- Flow für großes Orchester
- Verdis Traum für Streichorchester
- Nachts zwischen zwei und drei für Sopran und Streichorchester

Instrumentalkonzerte
- The Temple of Silence für Doppelvioline und Streichorchester
- Mahlstrom für Akkordeon und Streichorchester
- Wiesengeister für Querflöte, Panflöte und Streichorchester
- Der Traumtänzer für Querflöte und Orchester
- Rushhour-Dance für Saxophonquartett und Blasorchester

Chorwerke
- Das fliessende Licht der Gottheit für gemischten Chor, Solisten und Orchester
- missa empathica für gemischten Chor, Solisten und Orchester
- Ich lebe meinLeben für gemischten Chor a cappella
- Requiem aeternam – Traumzeit für gemischten Chor a cappella
- Johanniter-Kantate für gemischten Chor, Solosopran, Orgel und Orchester
- Zeitkaskaden für gemischten Chor, Orchester und Elektronik
- Psalm 91 für gemischten Chor, Mezzosopran, Sprecher und Orchester
- Die Spur des Ochsen für gemischten Chor, Orgel, Klavier, Perkussion, Hackbrett, Flöte und Saxophon
- Triologie: Frühlingsnacht – die Fliegen – Traumzeit für gemischten Chor a cappella
- Franz Kafkas Traum von Jesaja für gemischten Chor a cappella
- Der Berg und das Meer für Frauenchor und Klavier
- Die Elemente für gemischten Chor, Farblichtflügel und Klavier

Kammermusik
- Alpentangomania für Klaviertrio
- Mystische Tänze für Klaviertrio
- Constanzes  für Klarinettenquintett
- Endorphin für Violine und Klavier
- Farinellis Flug für Violine und Marimbaphon
- Die Flut, Streichquintett
- Tanz des Succubus auf Pluto für Saxophon, Violoncello und Klavier
- Krill für Saxophonquartett und Elektronik
- Stuxnet für vier Klaviere
- Wiesengeister Panflöte, Querflöte und Streichquartett
- Das fliessende Licht der Gottheit, vier Lieder nach Mechthild von Magdeburg für Sopran und Klavier
- Dunkle Wogen für Mezzosopran und Klavier
- La Chambre bleue für Violoncello und Klavier
- Schwarzes Feuer für Bassethorntrio
- ü für Marimbaphon oder Lithophon
- Taihu für Klarinettentrio, Ondes Martenot, E-Gitarre und Klavier
- Verdis Traum, Streichquartett

Solowerke
- Sonde für Klavier
- Sphinx für Klavier
- Richard-Ballade für Klavier
- Mantis religiosa für Gitarre